# Zaouiat Sidi Ben Hamdoun
Zaouiat Sidi Ben Hamdoun (franska: Zaouiat Sidi Ben Ham (CR), Zaouiat Sidi Ben Ham (Commune Rurale), arabiska: السوالم) är en kommun i Marocko.   Den ligger i provinsen Berrechid och regionen Casablanca-Settat, 140 km sydväst om huvudstaden Rabat. Antalet invånare är 10 039.